# Melvyn Lorenzen
Melvyn Lorenzen (Londres, 26 de novembro de 1994) é um futebolista profissional germano-ugandês que atua como meia.Atualmente joga pelo Muangthong United.

## Carreira
Melvyn Lorenzen começou a carreira no Holstein Kiel nas categorias de base.